# 千年王国III銃士ヴァニーナイツ
『千年王国III銃士ヴァニーナイツ』（せんねんおうこくさんじゅうし ヴァニーナイツ）は、1999年4月2日から9月19日までテレビ朝日系で放映された円谷映像制作の特撮テレビドラマである。

## 概要
『サイバー美少女テロメア』『美少女新世紀 GAZER』などの円谷作品の流れを汲む、美少女を主人公とした特撮作品の決定版として制作された作品。当時の深夜作品としては異例の20話という長期シリーズであり、視聴者の目をひきつけるために男性嗜好が考慮され、爽やかなお色気によるラブコメという演出が行われている。ただし男性嗜好とはいっても、女性が見ても嫌悪感を覚えることのないことが心がけられ、少女漫画の映像化がコンセプトとされている。
『仮面天使ロゼッタ』に続く円谷映像制作の深夜特撮ヒロイン作品でもあり、『ロゼッタ』のスタッフが多数参加しているが、本作品は多くの面で『ロゼッタ』との差別化が図られている。デザイン上においては『ロゼッタ』はエジプトがモチーフであったことに対し、本作品はイギリスがモチーフに選ばれ、イギリス文学作品である『不思議の国のアリス』や『ピーターラビット』が連想され、放映開始年の1999年の干支が卯ということもあり、ウサギがモチーフとなった。さらにプロデューサーの畑澤和也から「チャンバラ」主体というアイディアが提示され、『三銃士』『ベルサイユのばら』といった作品に宝塚のイメージを加味し、最終的なデザインとなった。
プロデューサーの1人である浅賀孝郎は、本作品とほぼ同時期にアニメ『To Heart』のプロデュースも手がけているが、『To Heart』が「実写映像でできることをアニメで描く」という実験的なコンセプトがあったのに対して、本作品では逆に「アニメやゲームの世界観を実写で描く」ということが念頭に置かれている。美樹本晴彦、林原めぐみ、堀江由衣といった、アニメ作品に多く携わったスタッフやキャストが本作品に参加しているのはそのためである。なお堀江はそれまで声優として活動していたものの、ドラマ出演は本作品が初体験で、カメラの前での表情作りなどに苦労したと語っている。
前半はラブコメやお色気要素を盛り込んだコメディ路線であったが、後半は一転して、登場人物らが次々と死亡するシリアスな展開となっている。路線変更について畑澤和也は、雑誌「宇宙船」のインタビューで「15話までで最初に予定していたことをほぼやってしまったので、ガラっとテイストを変えてみようと」と述べている。
また劇中に登場するインターネットゲーム『千年王国記アレスト』は番組の放送期間に合わせ実際にインターネット上にサイトが公開された。

### 最終回の反響
最終回「わたしだけのアレスト」では、前半でヴァニーナイツの最終決戦が描かれるが、後半は一転して、整合性がなく理解の困難な映像が展開される。これについては、放映直後から公式サイト宛てに視聴者からの意見・疑問・抗議が殺到し、その大半は「意味不明」「不愉快」といったものだった。さらに一般視聴者の怒りのみならず、漫画家や同業者といった面々からも「喪失感や虚脱感を感じた」「エヴァンゲリオンの真似」といった厳しい意見があり、本作品出演者の間でも賛否両論の意見があるなど、大きな反響を呼ぶ事態に至った。
これについて畑澤和也は公式サイト上で、製作状況やストーリー構成が破綻した結果ではなく、制作陣たちがキャラクターや物語に真剣に向き合った結果の結末と述べている。整合性のない一連の映像については、公式サイトやDVD添付解説書に一応の解釈が記述されているものの、畑澤はこれは公式なものというよりも畑澤個人の解釈であり、見る側によって他の解釈を行うこともできるとしており、実際に出演者たちによっても最終回の解釈が異なっている。
このように、どのような解釈も可能としたことは、双方向メディアになりにくいテレビ番組というメディアにおいて、見る側の想像の余地を残すためとされているが、最終回に至るまでに物語を盛り上げておきながら、物語としての結末をはぐらかす結果となったことについては、畑澤は反省の念を述べている。また、作風がシリアスタッチに変更された時点で残る話数が5話しかなく、物語を詰め込みすぎたことも、これほどの反響を呼ぶ最終回となった要因の一つに挙げられている。

## あらすじ
オタクなフリーター・藤田和幸の家に、ある日突然三人の少女が転がり込んできた。彼女らは千年前の英雄アレスト・ホルンに仕えるヴァニーナイツであり、和幸こそアレスト・ホルンの転生した姿なのであった。

## 登場人物

### ヴァニーナイツ
伝説の英雄アレスト・ホルンを守る騎士たち。普段はアクセサリー状に携帯している剣・ヴァニーズセイバーによってナイトアップ（変身）して戦う。千年に一度行われるといわれる人類と魔族との聖戦のたびに転生を繰り返し、その時代の少女たちの中に魂として宿っている。
守野 ありす（もりの ありす） / アリエス・ヴァニー
ホームヘルパーとして藤田家にやってきた少女。1981年7月7日生まれの17歳。明るく素直で、使命感が強い。人と少し感覚がズレており、その気もないのによく男女間の仲を誤解させるような発言をするが、天然でありまったく悪気はない。アレスト・ホルンへの忠義心のもと、和幸を守ることに命を懸けているが、やがて和幸に使命以上の感情を抱くようになる。変身後はパワーとスピードのバランスに優れ、ヴァニーナイツのリーダー格でもある。
浅木 あきら（あさぎ あきら） / ラハミエル・ヴァニー
フリーの人気モデル。20歳。クールな性格で言葉遣いは男っぽい。3人の中では最年長ということもあって長女的な存在で、ありすの良き相談相手。和幸がリストラされた後の藤田家を、自分のモデル業の収入で支えている。2年前、結婚式当日に婚約者をアモル・ゴアに奪われている。また子供のころに生き別れた姉がいる。変身後は巨大な剣を振るって力で敵をなぎ倒すとともに、冷静な状況判断でチームを引っ張る。
加賀美 あいり（かがみ あいり） / ラビエル・ヴァニー
青雲女子高校1年生。15歳。かつて親友をアモル・ゴアに殺された過去の影響で、常に周囲と距離を置いており、ありすたちへの態度も当初は同様だったが、後に徐々に心を開き始める。前世の記憶を色濃く受け継いでおり、敵の気配をいち早く察知したり正体を見抜くなどの活躍を見せる。変身後は瞬間移動能力で活躍する。

### その他の人物
藤田 和幸（ふじた かずゆき） / アレスト・ホルン
アニメ・ゲームオタクの青年。22歳。両親が海外赴任中であり、妹と2人暮しの身。第1話で職場をリストラされて以来、就職浪人の日々を過ごしている。英雄アレスト・ホルンの魂と聖剣ミレニアム・セイバーを宿した人間として、ヴァニーナイツに守られる立場にあるが、本人にはまったく自覚がない。オタクの世界へ身を投じる前は明るい性格であり、ありすたちと接するにつれて本来の性格を取り戻してゆく。
藤田 愛美（ふじた まなみ）
中学3年生の和幸の妹。明るく活発な性格で、ヴァニーナイツやアレスト・ホルンのことをまったく知らないものの、突然のありすたちの同居を躊躇することなく受け入れ、共同生活を楽しんでいる。その屈託のない明るさはしばしば、ありすたちや和幸の救いとなっている。
天野 喬生（あまの きょうせい）
巷で大人気のインターネット・ゲーム『千年王国記アレスト』のプロデューサー。和幸が彼を「20世紀最後の天才」と呼んで尊敬している。その一方、『千年王国記アレスト』に熱中する若者たちの間では、不可解な事件が頻発している。
君島 セリア（きみじま セリア）
『千年王国記アレスト』のヒロイン、アリス・ラ・ゾアニスの声とテーマソングを担当する声優。素顔もプロフィールも一切非公開だが、それがかえってファンの興味をひき、ゲームの人気に拍車をかけている。和幸は顔を知らないにもかかわらず、勝手にセリアを理想の女性像と決めつけている。

## キャスト
- 守野ありす：栗林みえ
- 浅木あきら：益子梨恵
- 加賀美あいり：永井流奈
- 藤田和幸：渡辺慶
- 藤田愛美：山川恵里佳
- 君島セリア / アリスの声：堀江由衣[* 1]
- 阿院エレナ：久瑠あさ美
- イリヤ：木地谷澄
- 福島美弥：酒井若菜
- 天野喬生：大川浩樹
- カスガ：江口尚
- 大家三吉：岡山はじめ
- 浅木あずさ：瑠川あつこ

## スタッフ
- 原案：畑澤和也（レイアップ）
- 総合プロデューサー：中嶋豪（テレビ朝日）
- プロデューサー：木下健士（テレビ朝日）、浅賀孝郎（ケイエスエス）、畑澤和也
- 監督：舞原賢三、清水厚、広田幹夫、長江俊和
- 脚本：前川淳、吉田玲子、羽原大介、近藤てつき
- 音楽：桜庭統
- アニメ制作：ケイエスエス
- 『千年王国記アレスト』[4]
  - キャラクター原案：美樹本晴彦
  - シナリオ：内田保孝
  - ホームページ：進藤歩
  - 原画：矢吹勉
  - 作画監督：渡辺真由美
  - プロデューサー：天野喬生
- デザインワークス：K2商会、レイアップ
- CG：テレビ朝日CGグループ、円谷映像CG-ROOM、横井勝、小笠原史
- アクションプロデューサー：臼木基晴
- スタントコーディネイター:大谷智子
- スタント：永嶋美佐子、巽すずか、杉本るう、大谷亜矢子、秋吉砂喜子、猪原伸治、永井正浩、小川雅弘
- 技術協力：テイクシステムズ
- 制作協力：円谷映像
- 制作：テレビ朝日

## 主題歌・挿入歌
主題歌（エンディングテーマ）「question at me」
歌 - 林原めぐみ、作詞 - MEGUMI、作曲 - 佐藤英敏、編曲 - 五島翔

挿入歌「空のように…」
歌 - 君島セリア、作詞 - 木本慶子、作曲 - 佐藤英敏、編曲 - 五島翔

## 放映リスト
- 毎月最終金曜は休止[4]。

| 放送日  | 話数 | サブタイトル           | 脚本       | 監督     | 登場怪人                                               |
| ------- | ---- | ---------------------- | ---------- | -------- | ------------------------------------------------------ |
| 4月2日  | 1    | ミレニアム・セイバー   | 前川淳     | 舞原賢三 | フェウアー・ゾーマ                                     |
| 4月9日  | 2    | アレスト・ホルン       | 前川淳     | 舞原賢三 | ドンナー・ゾーマ                                       |
| 4月16日 | 3    | アモル・ゴア           | 吉田玲子   | 清水厚   | ヴァッサー・ゾーマ                                     |
| 4月23日 | 4    | エクス・カリバー       | 吉田玲子   | 清水厚   | ヴァインド・ゾーマ                                     |
| 5月8日  | 5    | モリノ・アリス         | 羽原大介   | 広田幹夫 | リヒト・ゾーマ                                         |
| 5月15日 | 6    | カガミ・アイリ         | 羽原大介   | 広田幹夫 | リヒト・ゾーマ ダンクルハイト・ゾーマ                  |
| 5月22日 | 7    | アサギ・アキラ         | 吉田玲子   | 清水厚   | レスタトス・アイン                                     |
| 6月5日  | 8    | レスタトス・アイン     | 吉田玲子   | 清水厚   | レスタトス・アイン                                     |
| 6月12日 | 9    | アマノ・キョウセイ     | 前川淳     | 広田幹夫 | おかまノスフェラトス                                   |
| 6月19日 | 10   | レスタトス・ツヴァイ   | 前川淳     | 広田幹夫 | レスタトス・ツヴァイ                                   |
| 7月3日  | 11   | フジタ・カズユキ       | 羽原大介   | 長江俊和 | レスタトス・ツヴァイ                                   |
| 7月10日 | 12   | キミジマ・セリア       | 羽原大介   | 長江俊和 | レスタトス・ツヴァイ                                   |
| 7月17日 | 13   | プライベート・ヴァニー | 畑澤和也   | 広田幹夫 | -                                                      |
| 7月24日 | 14   | レスタトス・ドライ     | 前川淳     | 広田幹夫 | レスタトス・ドライ                                     |
| 8月7日  | 15   | アリス・アリス         | 前川淳     | 広田幹夫 | レスタトス・ドライ 復活ゾーマ                          |
| 8月14日 | 16   | フジタ・マナミ         | 近藤てつき | 清水厚   | レスタトス・クアトロ                                   |
| 8月21日 | 17   | レスタトス・クアトロ   | 近藤てつき | 清水厚   | レスタトス・クアトロ                                   |
| 9月4日  | 18   | ヴァニー・トリニティー | 近藤てつき | 長江俊和 | レスタトス・クアトロ アレスト・アモル アレスト・ホルン |
| 9月11日 | 19   | ミレニアム・アレスト   | 近藤てつき | 長江俊和 | レスタトス・クアトロ アレスト・アモル アレスト・ホルン |
| 9月19日 | 20   | わたしだけのアレスト   | 近藤てつき | 長江俊和 | アレスト・ホルン                                       |